# Félix de Avelar Brotero
Félix de Avelar Brotero (nacido Félix da Silva e Avelar; Loures, 25 de noviembre de 1744 - Lisboa, 4 de agosto de 1828) fue un botánico, briólogo y micólogo portugués. En su homenaje fue fundada la Sociedade Broteriana, asociación científica que a través de su Boletim tuvo una gran importancia en el desarrollo de la Botánica en Portugal.

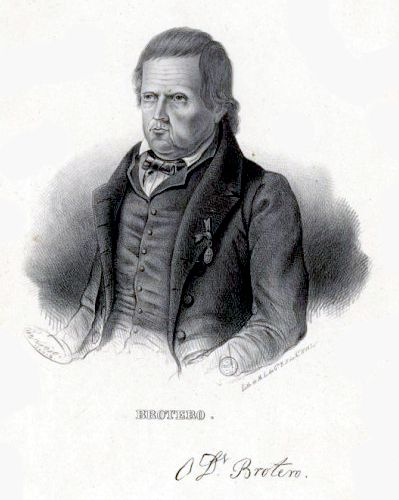
El autor ca. 1825

## Biografía
Se refugia en Francia, en París en 1778, para escapar de la Inquisición. Aquí pasa doce años y publica en portugués, un Compendio da Botánica con el fin de ganarse la vida, obra que le da una inmediata notoriedad como botánico.
Obtiene la cátedra de Botánica en la Universidad de Coímbra. Agranda y remoza el Jardín Botánico de Coímbra, al mismo tiempo que estudia plantas de todo el mundo sobre todo las tropicales como té.
A los 83 años, publica una memoria sobre la desertización de la isla de Cabo Verde, un tratado sobre la patata dulce y otro sobre los árboles resinosos.

## Eponimia
Géneros
- (Asteraceae) Brotera Willd., 1802
- (Asteraceae) Avellara Blanca, 1986
- (Lamiaceae) Brotera Spreng. 1803
- (Sterculiaceae) Brotera Cav. 1799
- (Tiliaceae) Brotera Vell. 1827

Especies
- (Alliaceae) Allium broteri Kunth[1]
- (Amaryllidaceae) Philogyne broteri M.Roem.[2]
- (Apiaceae) Daucus broteri Ten.[3]
- (Asteraceae) Hieracium broteri Froel.[4]

## Obra
- Principios de agricultura philosophica. Coímbra: Imp. da Universidade, 1793
- Flora Lusitanica: seu plantarum, quae in Lusitania vel sponte crescunt: vel frequentuns colunter, ex florum praesertim sexuleus systematic distributarum: synopsis. Olissipone: Ex Typogr. Regia, 1804. 2 vols.
- Phytographia Lusitaniae selectior..., seu Novarum, rariorum, et aliarum minus cognitarum stirpium, quae in Lusitania sponte' veniunt, ejusdemque floram spectant, descriptiones iconibus illustratae. Olisipone: Typographia Regia, 1816-27. 2 tomos
- Compêndio de botânica: addicionado e posto em harmonia com os contrecimentos actuaes desta sciencia, segundo os botanicos mais célebres, como Mirbel, De Candolle, Richard, Lecoq, e outros, por Antonio Albino da Fonseca Benevides. Lisboa: Typ. Academia Real das Sciencias 1837-1839. 2 vols.